# Coupe du monde féminine de football ConIFA
La Coupe du monde féminine de football ConIFA est une compétition internationale de football qui se déroule ordinairement tous les deux ans. Il s'agit de l'équivalent féminin de la Coupe du monde de football ConIFA masculine. Elle est créée et organisée par la ConIFA, une organisation qui regroupe certains États, minorités, régions ou nations non affiliés à la FIFA, désirant participer à des compétitions internationales. Le vainqueur de la Coupe du monde à la fin de la compétition obtient le titre de Championne du monde. La première édition officielle se déroule en 2022 en Inde organisé par le Tibet,. C'est également la première compétition de la ConIFA sur le continent Asiatique. 

## Historique
La FIFA organisa la première Coupe du monde féminine de football en 1991 en Chine sur le continent Asiatique.
La NF-Board organise la VIVA World Women's Cup en  2008 remporté par la Laponie contre le Kurdistan,. En 2010 la seconde édition est remporté par la Padanie face à Gozo.
Le 5 février 2018, la Fédération de Chypre du Nord de football a demandé à la ConIFA d'organiser la première Coupe du monde féminine de football ConIFA en 2021 à Chypre du Nord.
La Coupe du monde féminine de football ConIFA 2021 est annulée en raison de la pandémie de Covid-19,, elle aurait dû être organisée par le Pays sicule en Roumanie. La sélection Tibétaine avait été choisie afin de remplacer l'équipe féminine de Chypre du Nord,,.

### Éditions

#### Coupe du monde féminine de football ConIFA 2022
La première Coupe du monde féminine de football ConIFA débute en Inde. La première Coupe du monde féminine de football ConIFA est remporté par la Laponie, la sélection laponne a battu le Tibet lors du premier match 13 buts à 1 et lors de la seconde rencontre 9 buts à 0,,.

#### Coupe du monde féminine de football ConIFA 2024
La seconde Coupe du monde féminine de football ConIFA à lieu en Norvège dans la ville de Bodø. Le 8 juin 2024, la Laponie championne du monde en titre affronte en final Îlam tamoul. Pour la première fois la Laponie est mené au score à la 13e but de S. Dilaxsika, le résultat changera à la 70e, but inscrit sur pénalty par la gardienne de but de Laponie Marja Haetta Holmestrand, la Laponie s'imposera avec un second but inscrit à la 86e par Eva-Alida Eliasson. La Laponie remporte la finale et conserve son titre de championne du monde,,. La Laponie reste invaincu en deux éditions.

## Palmarès
Bilan de la Coupe du monde féminine de football ConIFA
| Édition | Année | Lieu    | Organisateur | Finale    | Finale     | Finale      | Match pour la 3e place | Match pour la 3e place | Match pour la 3e place | Participants | Rapport      |
| Édition | Année | Lieu    | Organisateur | Vainqueur | Score      | Finaliste   | 3e place               | Score                  | 4e place               | Participants | Rapport      |
| ------- | ----- | ------- | ------------ | --------- | ---------- | ----------- | ---------------------- | ---------------------- | ---------------------- | ------------ | ------------ |
| 1er     | 2022  | Inde    | Tibet        | Laponie   | 13-1 / 9-0 | Tibet       |                        |                        |                        | 2            | (Rapport)    |
| 2e      | 2024  | Norvège | Laponie      | Laponie   | 2-1        | Îlam tamoul | Pays sicule            | -                      |                        | 3            | (Rapport)    |
| 3e      | 2026  |         |              |           | -          |             |                        | -                      |                        | 6            | [ (Rapport)] |

## Bilan par nation
Le tableau suivant présente le bilan par nation ayant atteint au moins une fois le dernier carré.
| Pays        | Vainqueur | Finaliste | Troisième | Quatrième | Participations |
| ----------- | --------- | --------- | --------- | --------- | -------------- |
| Laponie     | 2         | 0         | 0         | 0         | 2              |
| Tibet       | 0         | 1         | 0         | 0         | 1              |
| Îlam tamoul | 0         | 1         | 0         | 0         | 1              |
| Pays sicule | 0         | 0         | 1         | 0         | 1              |

## Statistiques

### Meilleures buteuses, toutes phases finales confondues
| Buts | Joueurs         | Équipe  | Détail par édition   |
| 8    | Moa Öhman       | Laponie | 8 en 2022            |
| 7    | Sandra Simonsen | Laponie | 7 en 2022            |
| 7    | Karoline Fosli  | Laponie | 3 en 2022, 4 en 2024 |

### Meilleur buteur par édition
| Edition | Joueurs                           | Buts |
| ------- | --------------------------------- | ---- |
| 2022    | Moa Öhman                         | 8    |
| 2024    | Karoline Fosli Eva-Alida Eliasson | 4    |
| 2026    |                                   |      |

### Présidents, sélectionneurs et capitaines vainqueurs
| Année | Président    | Sélectionneur   | Capitaine              | Sélection |
| ----- | ------------ | --------------- | ---------------------- | --------- |
| 2022  | Håkan Kuorak | Elin Nicolaisen | Tonje Kristine Nilssen | Laponie   |
| 2024  | Håkan Kuorak | Elin Nicolaisen | Tonje Kristine Nilssen | Laponie   |
| 2026  |              |                 |                        |           |

## Organisation

### Stades des finales
| Année | Stade                      |
| ----- | -------------------------- |
| 2022  | STS Ground, Paonta Cholsum |
| 2024  | Aspmyra Stadion, Bodø      |
| 2026  |                            |